# Kleiner Wildenbach
Der Kleine Wildenbach ist ein nördlicher und zweiter größerer Zufluss des Wildebachs bei Wilden im südlichen Siegerland.

## Geographie

### Verlauf
Der Bach entspringt südlich von Wilnsdorf auf ca. 409 m Höhe und fließt nordwestlich unter der Bundesautobahn 45 her. Nach knapp einem Kilometer knickt er nach Südwesten ab. Dort mündet der einzige Zufluss des Kleinen Wildenbachs auf ca. 360 m Höhe. Dieser ist 350 m lang und entspringt auf 382 m. Der Kleine Wildenbach fließt weiter durch Oberwilden und mündet nach knapp zwei Kilometern Länge in Mittelwilden in den Wildebach.

### Zuflüsse
Nennenswerte Zuflüsse von der Quelle an bachabwärts:
- Zufluss oberhalb von Oberwilden(rechts), 0,435 km
- Zufluss oberhalb von Oberwilden, direkt unterhalb der A45 (rechts), 0,21 km
- Zufluss oberhalb von Oberwilden, unterhalb der A45 (links), 0,1 km

### Ortschaften
Einzige Ortschaft am Kleinen Wildenbach ist Wilden.